# Hitoshi Murayama
Pour les articles homonymes, voir Murayama (homonymie).
Hitoshi Murayama (村山 斉, Murayama Hitoshi) est un physicien japonais spécialisé en physique des particules et cosmologie. Professeur au Center for Theoretical Physics (en) de l'université de Californie à Berkeley depuis le milieu des années 1990, il est également fondateur et directeur de l'Institute for the Physics and Mathematics of the Universe (en) de l'université de Tokyo et, depuis 2016, scientifique invité à l'Organisation européenne pour la recherche nucléaire.

## Biographie
Hitoshi Murayama est né au Japon en 1964. Il obtient un B.Sc. en physique à l'université de Tokyo en 1986, puis complète un Ph.D. dans la même ville en 1991. En 1993, il émigre aux États-Unis pour occuper un poste de chercheur postdoctoral au Laboratoire national Lawrence-Berkeley. En 1995, Murayama est nommé professeur associé à Berkeley.
En 2007, Murayama fonde le Kavli IPMU à l'université de Tokyo.
Membre de la Société américaine de physique, il est élu membre de l'Académie américaine des arts et des sciences en 2013. En octobre 2014, il donne une conférence intitulée Science for Peace and Development au Siège des Nations unies lors d'un événement commémorant le soixantième anniversaire de l'Organisation européenne pour la recherche nucléaire.

## Prix et distinctions
- Prix de recherche Humboldt (2018)[3]
- Prix de physique fondamentale, en tant que membre du projet KamLAND (en)
- Nishinomiya Yukawa Commemoration Prize in Theoretical Physics
- Membre de la Société américaine de physique
- Membre du Science Council of Japan (en)
- Membre de l'Académie américaine des arts et des sciences
- Bourse Sloan[4],[5]